# ARL2
ARL2 (англ. ADP ribosylation factor like GTPase 2) – білок, який кодується однойменним геном, розташованим у людей на короткому плечі 11-ї хромосоми. Довжина поліпептидного ланцюга білка становить 184 амінокислот, а молекулярна маса — 20 878.
| 10         |  | 20         |  | 30         |  | 40         |  | 50         |
| ---------- |  | ---------- |  | ---------- |  | ---------- |  | ---------- |
| MGLLTILKKM |  | KQKERELRLL |  | MLGLDNAGKT |  | TILKKFNGED |  | IDTISPTLGF |
| NIKTLEHRGF |  | KLNIWDVGGQ |  | KSLRSYWRNY |  | FESTDGLIWV |  | VDSADRQRMQ |
| DCQRELQSLL |  | VEERLAGATL |  | LIFANKQDLP |  | GALSSNAIRE |  | VLELDSIRSH |
| HWCIQGCSAV |  | TGENLLPGID |  | WLLDDISSRI |  | FTAD       |  |            |

A: Аланін

C: Цистеїн

D: Аспарагінова кислота

E: Глутамінова кислота

F: Фенілаланін

G: Гліцин

H: Гістидин

I: Ізолейцин

K: Лізин

L: Лейцин

M: Метіонін

N: Аспарагін

P: Пролін

Q: Глутамін

R: Аргінін

S: Серин

T: Треонін

V: Валін

W: Триптофан

Кодований геном білок за функцією належить до фосфопротеїнів. 
Задіяний у таких біологічних процесах, як клітинний цикл, альтернативний сплайсинг. 
Білок має сайт для зв'язування з нуклеотидами, ГТФ. 
Локалізований у цитоплазмі, цитоскелеті, ядрі, мітохондрії.